# Parafia Przemienienia Pańskiego w Opolu
Parafia Przemienienia Pańskiego – rzymskokatolicka parafia, położona przy ul. Grota-Roweckiego 3 w Opolu. Parafia należy do dekanatu Opole w diecezji opolskiej.

## Historia parafii
Parafia została erygowana w 1982 roku na osiedlu ZWM. Pierwszym proboszczem został ksiądz Antoni Grycan, który otrzymał również zadanie wybudowania kościoła parafialnego. Świątynia została konsekrowana 6 czerwca 1993 roku. Parafia, licząca ponad 17 tys. mieszkańców, jest zarazem największą parafią na terenie diecezji opolskiej.
Proboszczem parafii jest ks. Grzegorz Rencz.

## Zasięg parafii
Parafia swym zasięgiem duszpasterskim obejmuje ona ulice:
- Batalionu „Parasol”,
- Zawiszaków,
- Fieldorfa,
- Grota-Roweckiego,
- Hubala,
- Jankowskiego,
- Oleską (numery 82, 88, 90 i 123),
- Pużaka,
- B. Rudego,
- Skautów Opolskich,
- Sosnkowskiego,
- Stokrotek,
- Szarych Szeregów,
- Wodociągową.

## Duszpasterze

### Proboszczowie po 1945 roku
- ks. Antoni Grycan
- ks. Tadeusz Muc
- ks. Adam Leszczyński
- ks. Grzegorz Rencz

### Wikariusze po 1945 roku
- ks. Wiktor Małecki,
- ks. Stanisław Dworzak,
- ks. Andrzej Góra,
- ks. Kazimierz Wolsza,
- ks. Tadeusz Muc,
- ks. Eugeniusz Gogoliński,
- ks. Norbert Herman,
- ks. Krzysztof Grzywocz,
- ks. Waldemar Klinger,
- ks. Stefan Ziaja,
- ks. Jerzy Niedzielski,
- ks. Janusz Iwańczuk,
- ks. Robert Ploch,
- ks. Andrzej Sobczak,
- ks. Leszek Rygucki,
- ks. Henryk Czupała,
- ks. Adrian Adamik,
- ks. Alojzy Nowak,
- ks. Norbert Zawilak,
- ks. Joachim Otinger,
- ks. Andrzej Plaskowski,
- ks. Jarosław Szeląg,
- ks. Józef Bensz,
- ks. Dariusz Świerc[2].

## Wspólnoty parafialne
- Apostolstwo Dobrej Śmierci,
- Ministranci i Lektorzy,
- Oaza Dzieci Bożych,
- Parafialny Zespół Caritas,
- Rodziny Szensztackie,
- Ruch Wiara i Światło,
- Wspólnota Kapłańska Osób Świeckich,
- Dzieci Maryi,
- Neokatechumenat,
- Oaza Nowej Drogi,
- Rada Parafialna,
- Róże Różańcowe,
- Szafarze Komunii Świętej,
- Schola Dziecięca,
- Stowarzyszenie Immaculata[3]
- Biblioteka Parafialna.